# Franz Wilhelm von Ditfurth
Franz Wilhelm von Ditfurth (* 7. Oktober 1801 in Rinteln; † 25. Mai 1880 in Nürnberg) war  Dichter, Schriftsteller, Komponist und Sänger, Sammler und Herausgeber von Volks-, Kriegs- und geistlichen Liedern.

## Herkunft
Die Eltern waren der preußische Kriegs- und Domänenrat Georg von Ditfurth (1742–1815) und dessen Ehefrau Friederike Krug (1773–1808). Er hatte 21 Geschwister, darunter – als Halbbruder – auch der spätere preußische General der Infanterie Wilhelm (1780–1855).

## Leben
Ditfurth wurde 1801 in Rinteln (auf Gut Dankersen) an der Weser geboren. Nach dem frühen Tod der Eltern (Mutter 1808, Vater 1815) nahm sich der älteste Bruder Georg der verwaisten Geschwister an. Nach dem Besuch des Gymnasiums in seiner Heimatstadt begann Franz Wilhelm 1821 ein Jurastudium in Marburg, er beschäftigte sich aber schon in dieser Zeit mit Musik und Poesie, was ihn mehr interessierte. Folgerichtig begann er 1825 ein Musikstudium in Leipzig, sein Jurastudium blieb ohne Abschluss.
Ditfurth lebte von 1830 bis 1855 bei seinem Bruder Georg im Schloss Theres, einem ehemaligen Kloster in Obertheres, wo er sich dem Sammeln fränkischer Volkslieder widmete. Er ließ sich diese bei jeder sich bietenden Gelegenheit vorsingen und jeder war ihm willkommen, der seinen Liedschatz bereichern konnte.
1834 wurde er aktiver Sänger im Männergesangverein Liederkranz in Schweinfurt und kam in Kontakt mit Familie Sattler, Friedrich Rückert und Gottlieb von Tucher aus Nürnberg.
1835 begann er mit der Aufzeichnung von nur im Volk gesungenen, aber noch nicht gedruckten Liedern in Obertheres und den Orten am Main zwischen Schweinfurt und Bamberg. Ab 1855 veröffentlichte er die gesammelten Lieder in Leipzig, in diesem Jahr heiratete er Thekla Wallis aus Leipzig und zog nach München. 1859 erfolgte ein Umzug nach Nürnberg, wo er 1880 starb.

## Familie
Er heiratete im Jahr 1855 in Leipzig Thekla Wallis (* 18. Januar 1822; † 3. Oktober 1892), die Tochter des Buchhändlers Wilhelm Wallis und der Friederike Jeanrenaud. Das Paar hatte zwei Söhne und drei Töchter, darunter:
- Franz Wilhelm Georg Friedrich (* 11. Juni 1856; † 1914), Maler ⚭ Ottilie Marie Dausch (* 10. Mai 1862; † 28. Dezember 1936)

## Werke
- Fränkische Volkslieder. Mit ihren zweistimmigen Weisen, wie sie vom Volke gesungen werden, aus dem Munde des Volkes selbst gesammelt und herausgegeben, 2 Bände, Breitkopf und Härtel, Leipzig 1855; Nachdruck Georg Olms Verlag, Hildesheim 1966 (in einem Band); erneuter Nachdruck 2 Bände, Echter Verlag, Würzburg 1978, ISBN 3-429-00555-8 (Weltliche Lieder) und Würzburg 1986, ISBN 3-429-00989-8 (Geistliche Lieder); Digitalisate: Band 1 urn:nbn:de:bvb:12-bsb10107351-6, Band 2 urn:nbn:de:bvb:12-bsb10107352-1.
(Hierzu gehören 180 geistliche Lieder (Kirchenlieder und Wallfahrtslieder), sowie 400 weltliche Lieder, die in folgende Themenbereiche geordnet sind: Balladen, Liebeslieder, Hochzeits- und Ehestandslieder, geschichtliche Lieder, Soldatenlieder, Jäger- und Wildschützenlieder, Handwerkslieder und Verwandtes, Zechlieder und Vermischtes)
- Die historischen Volkslieder der Zeit von 1756 bis 1871, 2 Bände in 6 Heften, 1871
- Die historisch-politischen Volkslieder des dreißigjährigen Krieges. Hrsg. v. K. Bartsch, 1882, Nachdruck 1972

In den evangelischen Kirchengesangbüchern des frühen 20. Jahrhunderts finden sich Kirchenlieder von Ditfurth, so das Weihnachtslied O freudenreicher Tag, o gnadenreicher Tag.

## Ehrungen
1995 fand im Reiterhof des Schlosses von Obertheres zur Erinnerung an den Liedersammler Ditfurth eine Aufzeichnung des Bayerischen Rundfunks statt.